# Nikolaj Jakovlevič Danilevskij
Nikolaj Jakovlevič Danilevskij (rusky Николай Яковлевич Данилевский; 4. prosincejul./ 16. prosince 1822greg. – 7. listopadujul./ 19. listopadu 1885greg.) byl ruský filozof, biolog, etnolog, ekonom, historik a sociolog; autor slavné knihy Rusko a Evropa (1869). Je považován za epigona slavjanofilství, které vstoupilo do období svého úpadku.

## Život
Danilevskij byl synem generála. Studoval na Carskoselském lyceu a studium ukončil v roce 1842. Protože jej velmi zajímala přírodověda, byl v letech 1843–1847 volným posluchačem na Přírodovědecké fakultě Petrohradsé univerzity. Danilevskij byl v mládí stoupencem západnictví a jako vyznavač utopického socialismu Ch. Fouriera navštěvoval utopický kroužek Butaševiče-Petraševského.

## Dílo
Podle Danilevského jsou pravými nositeli historického vývoje „kulturní a historické typy“, které, stejně jako biologické organismy, procházejí fázemi mládí, dospělosti, stáří a smrti. S ohlasy této analogie se setkáváme ve 20. století v cyklických vývojových koncepcích Oswalda Spenglera a Arnolda Toynbeeho. Vymezením kulturně-historických typů Danilevskij vytvořil prototyp klasické teorie plurality kultur. Koncepce paralelně se vyvíjejících lokálních kultur vyrůstala z poznání, že evoluce neprobíhá po jedné přímé linii, ale že existuje velké množství rozmanitých kultur, které odpovídají různým typům existence a organizace lidských společností. Zastával rovněž teorii panslavismu. Tomáš Garrigue Masaryk ve svých pracích (ne nutně adresně) polemizuje právě s Danilevským.
- Rusko a Evropa (1869)